# Santa María Xadani
Santa María Xadani là một đô thị thuộc bang Oaxaca, México. Năm 2005, dân số của đô thị này là 7283 người.